# Sarawak Museum Journal
Sarawak Museum Journal (abreviado Sarawak Mus. J.) es una revista con ilustraciones y descripciones botánicas editada en Kuching por el Museo del Estado de Sarawak desde el año 1911/13 hasta la fecha. Fue suspendida su publicación en los años 1918-1924, 1937-1949.